# Amundsenhavet
Amundsenhavet är ett randhav till Antarktiska oceanen (eller Stilla havet efter gammal definition) som ligger framför Antarktis kustlinje vid 110° västlig längd. I öst ansluter Bellingshausenhavet och i väst Rosshavet.
Amundsenhavet är uppkallad efter den norske polarforskaren Roald Amundsen (1872–1928). Som medlem av expeditionen med fartyget R/V Belgica nådde Amundsen nästan själv fram till havet. Regionen besöktes för första gången av kommendörkapten James Cook som här i januari 1774 nådde sin sydligaste punkt. Amundsenhavet är nästan hela året täckt av havsis som hölls på plats av flera stora isberg som sitter fast på havets botten. Antarktis kontinentalsockel är i östra delen av havet cirka 200 km bred och den blir fram till västra gränsen ungefär 500 km bred, förutom i den västligaste regionen (vid McDonald Heights) där den åter är 100 till 200 km bred.
Vid kustlinjen finns Thwaites glaciären som 2002 lämnade ett 3 400 kvadratkilometer stort isberg i havet.